# Zodiac Suite
Zodiac Suite ist ein Jazz-Album von Mary Lou Williams, aufgenommen am 29. Juni 1945 in New York City. Es erschien im selben Jahr zunächst als Serie von Schellackplatten auf dem Label Asch Recordings von Moses Asch und wurde 1975 auf dessen Label Folkways Records als LP wiederveröffentlicht.
Teile der gleichnamige Suite waren in einem großformatigen Arrangement die erste Jazz-Komposition, die von den New Yorker Philharmonikern aufgeführt wurde.

## Das Album
Die Jazzpianistin Mary Lou Williams (1910–1981) schrieb die ersten Teile der Zodiac Suite 1942 in ihrer Zeit bei Andy Kirks Clouds of Joy; zuvor hatte sie sich von einem anderen Mitglied der Band ein Astrologiebuch ausgeliehen. 1945 kündigte sie den Hörern ihres Radioprogramms beim Sender WNEW an, in den nächsten zwölf Wochen hätte eine Komposition Premiere, die auf den verschiedenen Sternzeichen des Zodiaks basiere. Ihre Ausgangsbasis dabei sei eine Musik, die jedes Temperament und Charakteristik der Sternzeichen verkörpere, schrieb sie 1975 in den Liner Notes des Albums:
Ich habe Astrologie immer als einen der Einflüsse, der das Schicksal des Menschen bestimmt, verstanden, und ich habe hier den Sternzeichen die musikalische Interpretation gegeben, die nach meinem Gefühl berechtigt ist.
Da sie jedoch nicht viel von Astrologie verstand, wie sie zur gleichen Zeit im Gespräch mit Dan Morgenstern einräumte, entschied sie sich, als Inspiration für die verschiedenen Teile der Suite Jazzmusiker zu wählen, die unter den unterschiedlichen Sternzeichen geboren worden waren.
Zunächst hatte sie nur die Teile Scorpio, Gemini und Taurus fertiggestellt. Nachdem sie die ersten drei Titel geschrieben hatte, brach das Schaffen ab: „I couldn't write any more, my inspiration had left me“, erzählte sie später dem  Jazzkritiker John S. Wilson. Nur diese drei Teile konnte sie in ihrem sonntäglichen Programm bei WNEW als fertige Kompositionen präsentieren. Dennoch stellte sie Sonntag für Sonntag ein weiteres Sternzeichen vor, basierend auf einer Improvisation, bei der ihr Al Lucas und Jack „The Bear“ Parker, ihre Rhythmusgruppe aus dem New Yorker Café Society, wo sie seit 1944 ein Engagement hatte, auch ohne Noten sicher folgten; diese Kompositionen entstanden während des Spiels. Stilistisch bewegt sie sich zwischen Stride-Piano und beschaulichen Rubato-Fantasien; dabei erforschte sie Themen, die seit Jahren in ihrem kompositorischen Notizbuch standen, schrieb Tom Moon. Da das Publikum der Sendung enthusiastisch reagierte, nahm Williams die zwölf Nummern im Juni 1945 für Aschs Label auf.
Die für Moses Asch aufgenommenen Versionen spielte sie als Pianistin mit Bassbegleitung (Al Lucas) sowie in Triobesetzung mit Lucas und Jack „The Bear“ Parker ein. Taurus entstand bereits 1944, Libra widmete sie Dizzy Gillespie, Bud Powell und Thelonious Monk. Aries widmete sie Ben Webster und Billie Holiday; Taurus mit seinem „Jungle Boogie“ war für Duke Ellington.

## Weitere Versionen
Scorpio hatte Williams bereits 1944 für ein gemeinsames Werk für drei Pianos (mit Thelonious Monk und Bud Powell) überarbeitet. Ende 1945 schrieb sie, angeblich gemeinsam mit ihrem Jugendfreund, dem Bassisten Milt Orent, ein Orchester-Arrangement für ein Konzert, das in der New Yorker Town Hall am 31. Dezember 1945 stattfand. Dort wurde die Suite von einem Kammerorchester interpretiert, zu dem Jazzmusiker wie Edmond Hall ebenso wie klassische Musiker gehörten; Gastsolisten waren Ben Webster und die Sopranistin Hope Foye. Die Aufnahmen dieser Aufführung, die Asch ebenfalls veröffentlichen wollte, verschwanden; Timme Rosenkrantz hatte die Aufnahmen in seinen Besitz gebracht und veröffentlichte sie in Dänemark auf seinem Baronet-Label; dafür erhielt Williams niemals Tantiemen. Erst in den 1990er Jahren wurden die Townhall-Aufnahmen regulär auf Platte veröffentlicht.
Die Kritik nahm ihr Orchesterwerk sehr zwiespältig auf; für viele, wie für Paul Bowles, war es „weder Fisch noch Fleisch“, weil es Jazz und Klassik fusionierte.  Dennoch regte Milt Orent an, noch ein großformatiges Arrangement zu verfassen. Damit komponierte sie der Musikhistorikerin Eva Weissweiler zufolge das erste ihrer sinfonischen Werke, eine Suite für Holzbläser, Jazzbläser und Rhythmusinstrumente. Im Juni 1946 wurden drei Sätze des Werkes vom siebzigköpfigen Carnegie Pops Orchestra, das aus Mitgliedern der New Yorker Philharmoniker bestand, in der Carnegie Hall aufgeführt.

## Titelliste

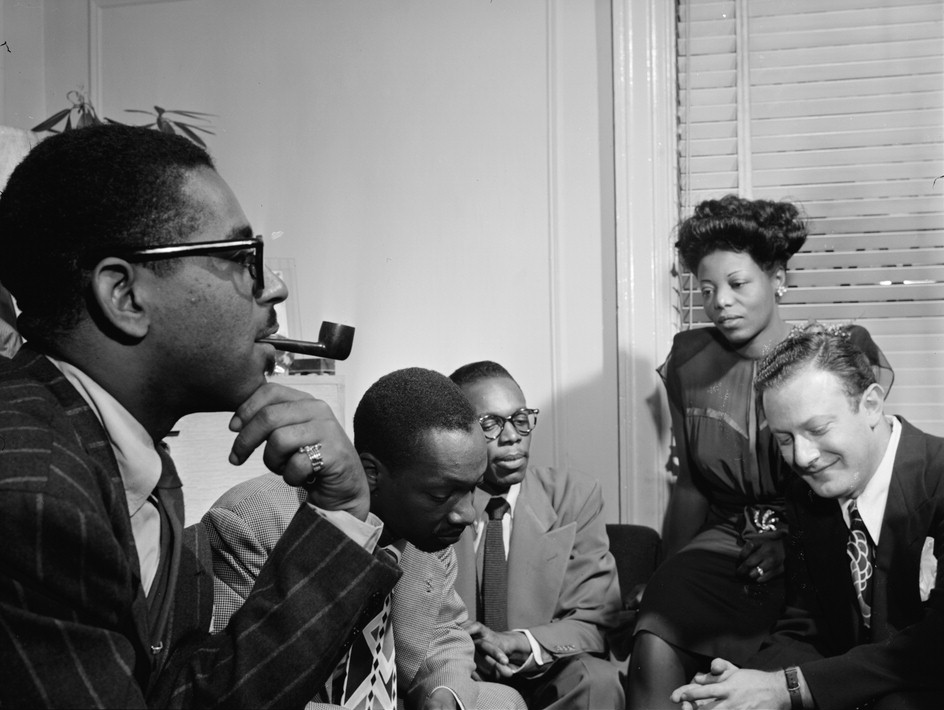
Mary Lou Williams in ihrem Apartment mit (von links nach rechts) Dizzy Gillespie, Tadd Dameron, Hank Jones und Milton Orent. Foto: William P. Gottlieb (New York, 1947)

- Mary Lou Williams: Zodiac Suite (Asch Recordings (Asch 620/621), Folkways 32844)

1. Aries – 1:48
2. Taurus – 2:33
3. Gemini – 2:08
4. Cancer – 2:31
5. Leo – 1:43
6. Virgo – 2:26
7. Libra – 2:09
8. Scorpio – 3:01
9. Sagittarius – 1:50
10. Capricorn – 2:38
11. Aquarius – 3:38
12. Pisces – 2:31
13. Aries – 2:17
14. Cancer – 2:36
15. Virgo – 2:44
16. Scorpio – 3:10
17. Aquarius – 2:40

- Alle Kompositionen stammen von Mary Lou Williams.

## Editorische Hinweise
Die zwölf Titel der 1975 erschienenen LP waren ursprünglich in Form von zwei Alben mit jeweils drei Schellackplatten als Asch 620 und 621 auf Moses Aschs Label veröffentlicht. 1975 wurden sie auf dessen Label Folkways (32844) wiederaufgelegt. Die Titel 1, 3, 4, 6, 8 und 11 waren Alternate Takes und zunächst unveröffentlicht.

## Rezeption
1945 wurde Zodiac Suite „Album des Monats“ in der Record Review.
Jonathan Widran bewertet das Album im Allmusic mit vier Sternen und beschreibt sie als intriguing series of interpretations of each sign of the zodiac. Die einzelnen Teile der Suite können als Betrachtung einer Entwicklung verstanden werden, ohne über ihre astrologischen Hintergründe Bescheid zu wissen, den Charme der Aufnahme macht das Erstaunen darüber aus, wie und warum Williams bestimmte Sternzeichen in dieser einzigartigen Weise verarbeitet.
Tom Moon nahm die Suite in sein Buch 1000 Records to Hear Before You Die auf, ebenso die Recording Industry Association of America in ihre Liste Songs of the Century. Der Downbeat schrieb: „Irresistible themes…blending sophistication and intimacy“. JazzTimes nannte es „an extended work of great depth and complexity and diversity.“

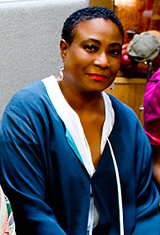
Geri Allen

## Spätere Interpretationen der Zodiac Suite
Nachdem Dizzy Gillespie bereits 1957 Teile der Zodiac Suite, nämlich die Titel Virgo, Libra und Aries auf dem Newport Jazz Festival dargeboten hatte (erschienen auf dem Verve-Album Dizzy Gillespie at Newport), nahm die Pianistin Geri Allen 2004 mit ihrem Mary Lou Williams Collective das Album Zodiac Suite: Revisited mit Unterstützung der Mary Lou Williams Foundation eine Neuinterpretation der gesamten Suite auf, an der Buster Williams am Bass und Billy Hart (sowie Andrew Cyrille bei zwei Titeln) am Schlagzeug mitwirkten. 2021 legte die Kontrabassistin Jeong Lim Yang das Album Zodiac Suite: Reassured vor, das sie mit dem Pianisten Santiago Leibson und dem Schlagzeuger Gerald Cleaver aufgenommen hatte. Weitere Interpretationen der Zodiac Suite (oder Ausschnitten) legten Dave Douglas (Soul on Soul: Celebrating Mary Lou Williams, 2000), der Pianist Chris Patishall (Zodiac, 2021), und die Umlaut Big Band (Mary's Ideas, 2021) vor.